# 邱家隘戰鬥
邱家隘戰鬥發生於1934年1月26日－2月2日，地點在中國福建建寧。是國共內戰前期主要戰鬥之一。該戰鬥交戰一方為中華民國國民革命軍，另一方則為中國共產黨所領導之中國工農紅軍。戰鬥末了，國民革命軍守住該隘口。